# پناهندگی در استرالیا

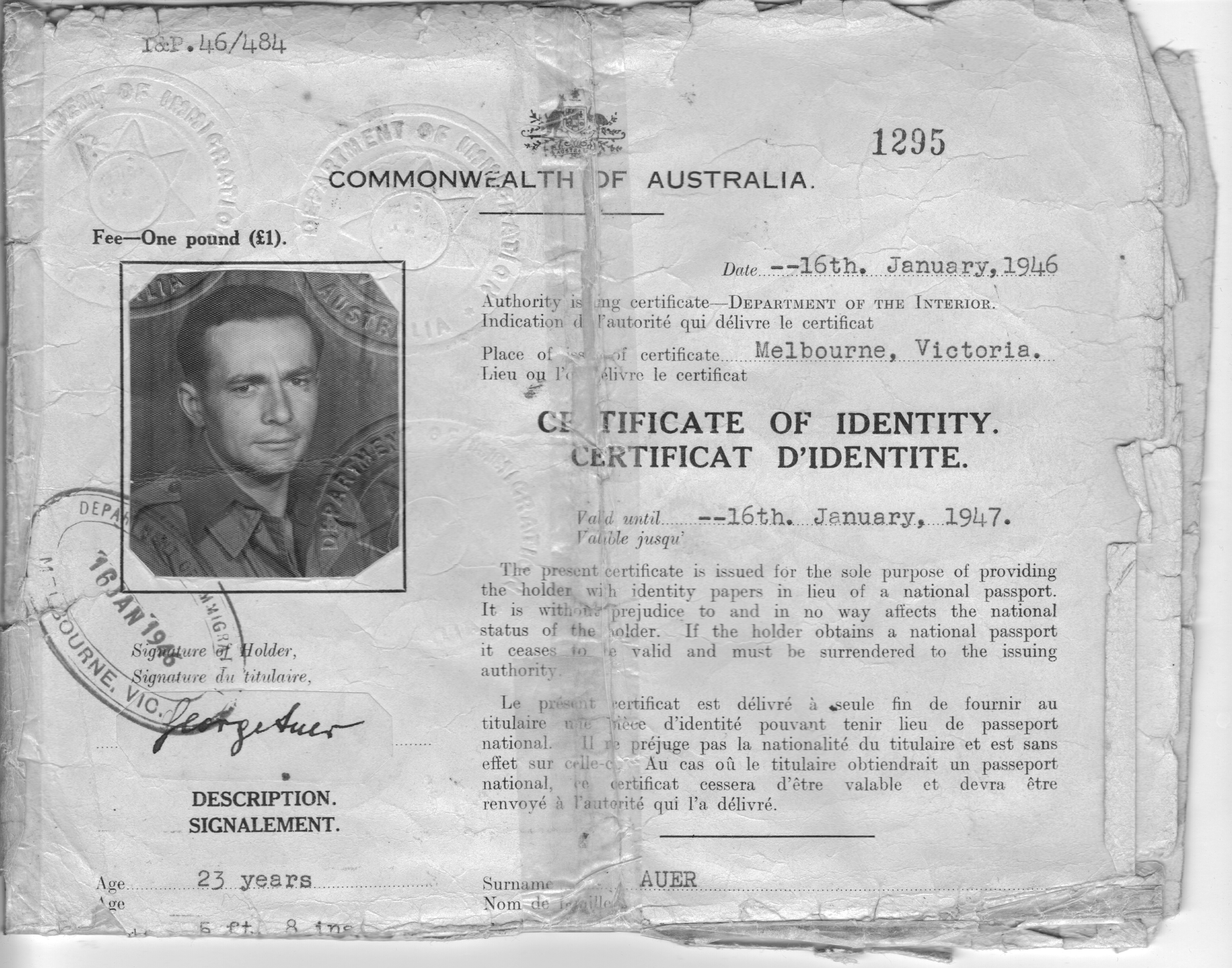
جرج آئور، متولد سال ۱۹۲۲، پناهنده یهودی از اتریش بود. او در سال ۱۹۳۸ به انگلستان آمد و در سال ۱۹۴۰ به دنورا استرالیا فرستاده شد. او تا سال ۱۹۴۲ در اردوگاه زندان به سر می‌برد و به ارتش استرالیا پیوست. او تا سال ۱۹۴۶ خدمت کرد. این سند توسط وزارت امور خارجه استرالیا به جای گذرنامه ملی برای تسهیل بازگشت به اتریش صادر شد.

پناهندگی در استرالیا (انگلیسی: Asylum in Australia) بر اساس قوانین و مقررات دولتی این کشور و تعهدات استرالیا نسبت به کنوانسیون مربوط به وضعیت پناهندگان جاری می‌شود.

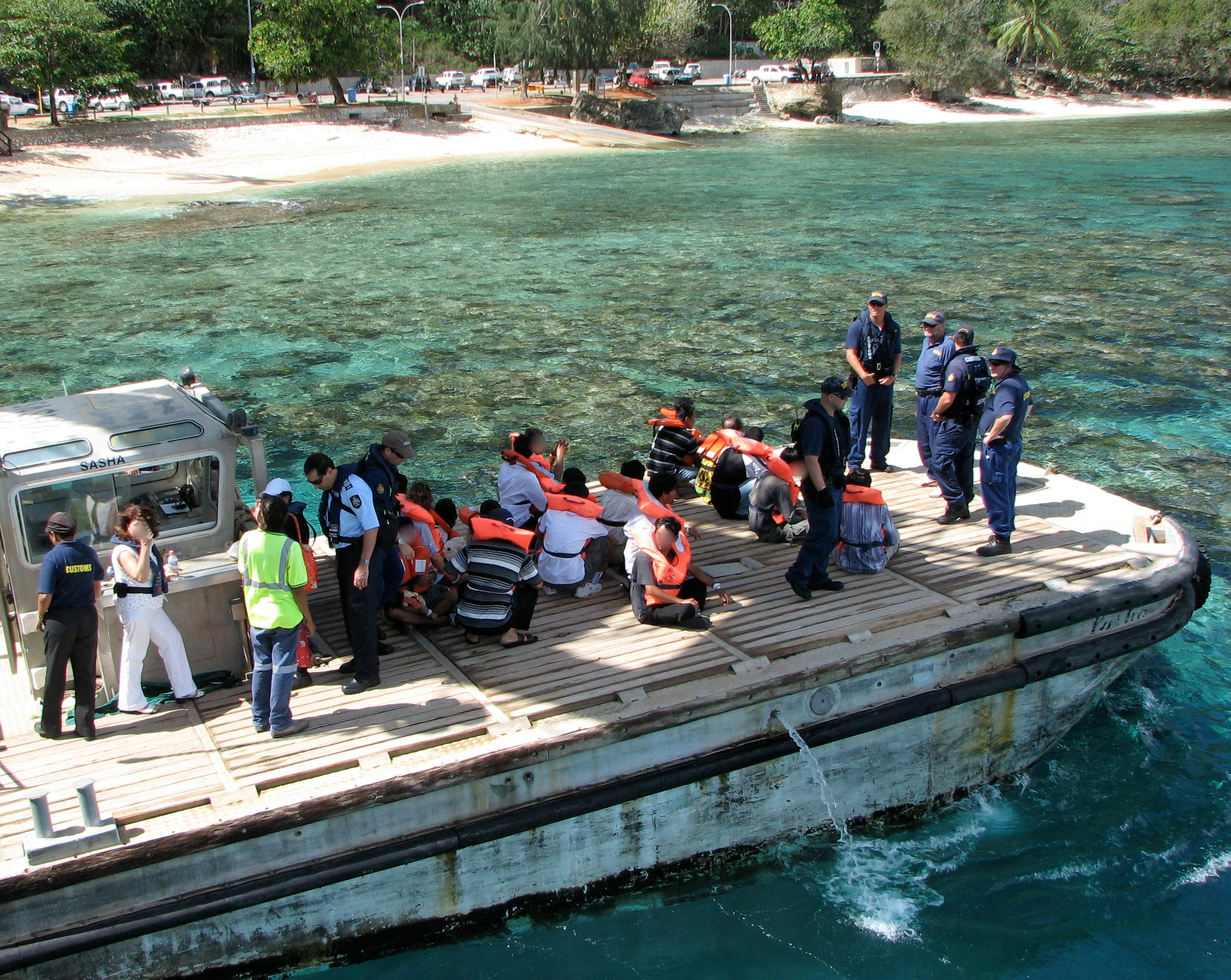
قایق حمل و نقل کریسمس، پناهندگان را نجات داد ۷ دسامبر ۲۰۰۸

## تاریخچه
در دهه گذشته هزاران پناهنده در استرالیا پناهنده شده‌اند و نیروی اصلی جنبشی هستند که آزار و اذیت مدنی و ناآرامی‌های مربوط به پناهندگان را مورد بررسی قرار می‌دهند. سهمیه سالانه استرالیا برای اعطای پناهندگی ۲۰٫۰۰۰ نفر است و از سال ۱۹۵۴ تا اوایل دهه ۱۹۹۰، بیش از نیم میلیون پناهنده و مهاجر در استرالیا پذیرفته شده‌اند.
به لحاظ تاریخی اغلب پناهجویان با هواپیما وارد خاک استرالیا می‌شوند. با این وجود تعداد زیادی از پناهجویانی که طی سالهای اخیر با قایق وارد این کشور شدند با برخی مخالفتهای عمومی مواجه گشتند. پناهجویانی که در ۲۰۱۱–۲۰۱۲ با قایق وارد خاک استرالیا شدند تعدادشان بیشتر از کسانی بود که برای اولین بار با هواپیما آمدند، به طوریکه سه موج پیاپی پناهجویان تا ۲۰۱۲ با قایق وارد شده بودند. بین ۱۹۷۶ تا ۱۹۸۱ پناهجویان ویتنامی وارد استرالیا شدند و بین ۱۹۸۹ تا ۱۹۹۸ پناهجویان هندوچینی و از سال ۱۹۹۹ اغلب پناهجویانی که با قاچاقچی وارد استرالیا شده‌اند از خاورمیانه بودند.
سیاست ویزا در دولت کنونی استرالیا به این شکل است، افرادی که بدون ویزای معتبر وارد استرالیا شوند یا در این کشور زندگی کنند، دستگیرشده و به کشور مبدأ خود بازگردانده می‌شوند. استرالیا تنها کشوری در جهان است که قوانین سفت و سخت دستگیری اجباری را در صورت نداشتن ویزای معتبر اعمال می‌کند.
سیاست‌های پناهندگی یک مسئله مورد منازعه در سیاست استرالیا است و دو حزب اصلی این کشور بحث اصلی‌شان مشکل کنترل مرزی استرالیا و دیگری ایمنی کسانی است که قصد ورود به این کشور با قایق را دارند می‌باشد.

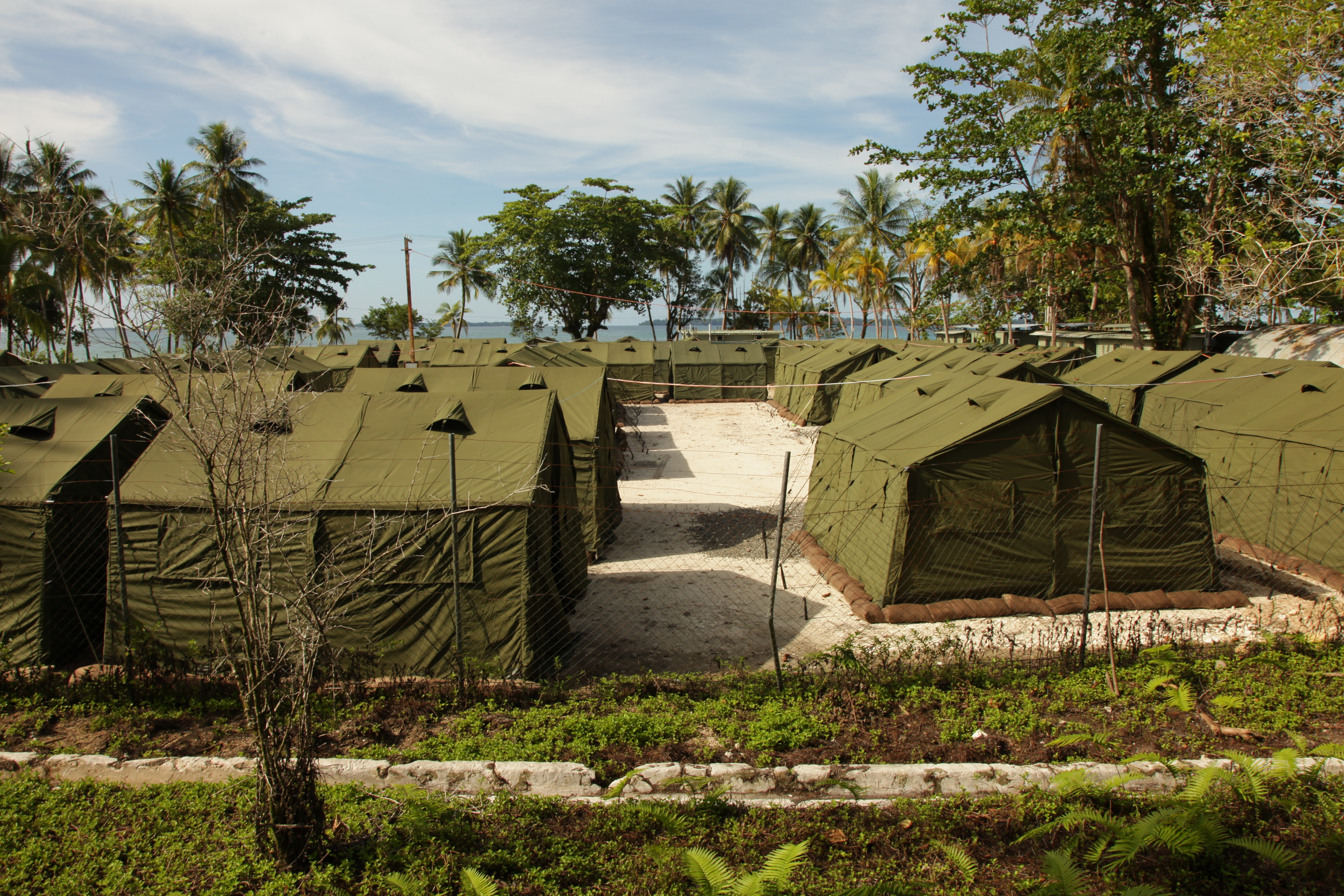
در اکتبر ۲۰۱۲ بخش حمل و نقل منطقه ای با قایق کریسمس، پناهندگان را نجات داد و به جزیره مأنوس منتقل کرد

## بررسی ادعای متقاضی پناهندگی
مصاحبه‌ها به عنوان اولین گام‌های مأموران اداره مهاجرت برای درجه وثوق شخصی که متقاضی پناهندگی است اغلب با کمک یک مترجم صورت می‌گیرد؛ و اگر متقاضی بتواند دلیل معتبری ارائه کند که در صورت برگشت به کشور مادری اش مورد آزار و اذیت قرار می‌گیرد آن را در یک درخواستنامه رسمی مکتوب کرده و متعهد می‌شود. اگر تقاضای پناهندگی مورد قبول واقع نشود آن افراد بایستی در اسرع وقت استرالیا را ترک کنند. با این حال، تحت ملیت و حفاظت مکمل، متقاضی پناهندگی که پناهندگی اش پذیرفته نشده هنوز امکان اجازه اقامت در استرالیا را دارد. حفاظت مکمل زمانی اعمال می‌شود که ریسک جان فرد متقاضی در صورت برگشت در خطر باشد، ازجمله مجازات مرگ، شکنجه، اعدام یا مجازات بیرحمانه یا غیرانسانی، تحقیر یا تنبیه برای فرد در پی باشد. این قانون زمانی اعمال می‌شود که هیچ خطر واقعی متوجه فرد متقاضی موجود نباشد، آنچنانکه فرد به‌طور آزادانه بتواند با خیال راحت به بخش دیگری از کشورش منتقل شود یا یک مقام در داخل کشور بتواند از وی حمایت نماید.

## آمار
سهمیه سالانه پناهندگان در حال حاضر ۲۰٫۰۰۰ نفر است. به گزارش کمیساریای عالی پناهندگان سازمان ملل متحد، استرالیا در بین سالهای ۲۰۰۵ تا ۲۰۰۹ از میان ۱۹۸ کشور جهان، چهل و هفتمین کشور به لحاظ رتبه تعداد پذیرش پناهندگان است.

## بحث عمومی و سیاست
نظر سنجی‌ها نشان می‌دهد که ورود قایق‌ها به استرالیا همیشه موضوع نگرانی مردم استرالیا بوده‌است. اما مخالفت علیه آن قریب به چهار دهه است افزایش پیدا کرده. بر اساس تحقیقی که توسط کتابخانه مجلس استرالیا در سال ۲۰۱۳ انجام شد در سال ۲۰۰۵ به‌دنبال تحقیقات پالمر اسناد محکومیت غیرقانونی کورنلیا رائو در معرض عموم مردم قرار گرفت و انتشار این اسناد موجب نگرانی مردم استرالیا نسبت به بازداشت کودکان در نقاط دور افتاده و احتمال وارد آوردن صدمات روانی طولانی مدت به آنها شد.
در بین سال‌های ۱۹۹۸ تا ۲۰۰۸ کمیته حقوق بشر سازمان ملل متحد ضمن ارائه پرونده‌های بازداشت شده‌های اداره مهاجرت استرالیا اعلام کرد که استرالیا مرتکب نقض ماده ۹ میثاق بین‌المللی حقوق مدنی و سیاسی که منع بازداشت خودسرانه است شده و از جمله پیتر قاسم را به مدت شش سال و ۱۰ ماه در بازداشتگاه اداره مهاجرت استرالیا زندانی کرده‌است.
پل کیتینگ، نخست‌وزیر سابق، در ماه مارس ۲۰۱۲ گفت موضوعات تبعیض نژادی در این موضوع وجود داشته و شهرت استرالیا در آسیا بدینوسیله آسیب دیده‌است.
راس گیتینس، اقتصاددان و روزنامه‌نگار فیرفاکس در سال ۲۰۰۳ گفت نخست‌وزیر سابق جان هوارد با یک سیاست حیله گرانه در خصوص مهاجرت وارد شد اما سیاست سرسختانه ای را در برابر مهاجرت غیرقانونی در حمایت از حزب کارگر اعمال کرد، این در حالی بود که همزمان برنده حمایت از کارفرمایان و تأمین مهاجرت قانونی بالا را دارا بود.
در سال ۲۰۱۶ فرانسوا کریپو گزارشگر ویژه سازمان ملل متحد دربارهٔ حقوق بشر مهاجران، از سیاست‌های استرالیا برای بازداشت اجباری مهاجران خارج از ساحل استرالیا انتقاد کرد و ادعا نمود که استرالیا یک رویکرد تنبیهی را در برابر مهاجرانی که با قایق وارد حریم آبی استرالیا شدند اعمال کرده و مرتکب نقض حقوق بشر شده‌است.